# Novo Hamburgo
Novo Hamburgo là một đô thị thuộc bang Rio Grande do Sul, Brasil. Đô thị này có diện tích 496,8 km², dân số năm 2007 là 258754 người, mật độ 1157,2 người/km².